# Sundtjärnen (Haverö socken, Medelpad)
Sundtjärnen är en sjö i Ånge kommun i Medelpad och ingår i Ljungans huvudavrinningsområde.